# ツ゜
ツ゚は、アイヌ語や中国語の表記において用いられた仮名の一つであり、ツに半濁点と同形の点を付けた文字である。アイヌ語では音節/tu/ （稀に/du/）を表し、現代仮名遣いの「トゥ」に当たる。また平仮名の「つ゚」はラテン語の表記に用いられた例がある。

## ツ゚に関わる諸事項
- 江戸時代の唐音資料には、半濁点と同形の点を仮名に付して中国語の発音を表現したものがあり、17世紀後半の資料では中国語の表記に「ツ゚」を用いたものがある。また上原熊次郎が著した『蝦夷方言藻汐草』のように、アイヌ語の表記に用いられた例もある。
- 文字コードでは、日本産業規格（JIS）の JIS X 0213 の文字集合には「ツ゚」の文字が 1 文字として単独の位置を与えられているが、Unicode では単独の位置がなく、半濁点との結合文字列で表現する必要がある。
- 平仮名の「つ゚（つ゜）」はJIS X 0213には含まれないが、Unicodeでは上記の片仮名と同様に結合文字を利用する方法で表すことができる。キリシタン資料において、ラテン語の音節/tu/や/du/を「つ゚」と表記した例が確認されている。